# Целбио
Целбио (итал. Zelbio) је насеље у Италији у округу Комо, региону Ломбардија.
Према процени из 2011. у насељу је живело 181 становника. Насеље се налази на надморској висини од 789 м.

## Становништво
Према резултатима пописа становништва 2011. у општини је живело 220 становника.
| 1931. | 1936. | 1951. | 1961. | 1971. | 1981. | 1991. | 2001. | 2011. |
| ----- | ----- | ----- | ----- | ----- | ----- | ----- | ----- | ----- |
| 421   | 402   | 383   | 332   | 259   | 209   | 182   | 195   | 220   |